# Résolution 868 du Conseil de sécurité des Nations unies
Membres permanents
- Chine
- États-Unis
- France
- Royaume-Uni
- Russie

Membres non permanents
- Brésil
- Cap-Vert
- Djibouti
- Espagne
- Hongrie
- Japon
- Maroc
- Nouvelle-Zélande
- Pakistan
- Venezuela

Résolution no 867 Résolution no 869
La résolution 868 du Conseil de sécurité des Nations Unies, adoptée à l'unanimité le 29 septembre 1993, après avoir exprimé son inquiétude face au nombre croissant d'attaques et de recours à la force contre des personnes engagées dans les opérations de maintien de la paix des Nations unies, a établi de nouveaux mandats de sécurité pour soldats de la paix des Nations Unies.
Les dispositions de la Convention sur les privilèges et immunités des Nations unies ont été rappelées comme étant applicables aux opérations des Nations Unies et aux personnes engagées dans de telles opérations. Toutes les attaques contre les soldats de maintien de la paix des Nations Unies ont été condamnées et l'Assemblée générale a décidé d'envisager de nouvelles mesures relatives à la sécurité et à la sûreté des forces et du personnel des Nations Unies.
Le Conseil de sécurité a encouragé le Secrétaire général Boutros Boutros-Ghali à mettre en œuvre les mesures proposées dans son rapport pour garantir que les questions de sécurité fassent partie intégrante de la planification d'une opération et que de telles précautions s'étendent à tout le personnel engagé dans de telles opérations. Tous les pays et parties aux conflits ont été invités à coopérer étroitement avec les Nations Unies pour assurer la sécurité et la sûreté des forces et du personnel des Nations Unies. La résolution confirme également que les attaques et le recours à la force contre les missions de maintien de la paix seront considérés comme une ingérence dans les responsabilités du Conseil de sécurité, et que celui-ci envisagerait d'autres mesures si nécessaire. D'autres mesures seraient prises si le pays hôte ne peut pas ou ne veut pas mettre en œuvre les obligations qui lui incombe en ce qui concerne la sécurité et la sûreté des opérations et du personnel des Nations Unies.
Lors de l’examen de l’autorisation de futures opérations de maintien de la paix, le Conseil exigerait:
a) que le pays hôte prenne des mesures appropriées pour assurer la sûreté et la sécurité du personnel des Nations Unies ;
b) que les mesures de sécurité et de sûreté prises par le pays hôte s'appliquent à toutes les personnes engagées dans l'opération des Nations Unies ;
(c) que la signature d'un accord sur le statut des forces soit conclu.
La résolution se concluait en demandant au Secrétaire général, lorsqu'il envisagerait de nouvelles opérations de maintien de la paix, de prendre en compte les dispositions de la résolution actuelle.

## Voir également
- Histoire du maintien de la paix des Nations unies
- Chronologie des missions de maintien de la paix des Nations unies